# غرانت ريد
غرانت ريد (بالإنجليزية: Grant Reed)‏ هو سياسي أمريكي، ولد في 1869، وتوفي في 1942.